# Stari Kairo
Stari Kairo (egipčanska arabščina: مصر القديمه, Masr el-Qadīma), znan tudi kot Zgodovinski Kairo ali Islamski Kairo, je del Kaira v Egiptu, ki datira v obdobje pred Fatimidi v Kairu, ustanovljen leta 969. 

## Opis
Stari Kairo vsebuje ostanke tistih mest, ki so bile prestolnice pred Al-Qahira, kot so Fustat, al-Askar in al-Qatta'i. To so lokacija mošeje Amr ibn al-'As in mošeje ibn Tulun, čeprav je danes le malo ostankov. To območje zajema koptski Kairo in številne stare cerkve in ruševine rimskih utrdb. Sodobni turisti obiskujejo lokacije, kot so Koptski muzej, Babilonska trdnjava, cerkev svete Marije in druge koptske cerkve in sinangogo Ben Ezra. Babilonska trdnjava je rimska utrdba, okoli katere so egipčanski kristjani zgradili najstarejše cerkve.
Grof Gabriel Habib Sakakini Paša (1841-1923), po katerem se imenuje del mesta, je leta 1897 zgradil palačo in cerkev na območju El-Sakakinija  in ustanovil rimskokatoliško pokopališče v starem Kairu.

## Srednjeveška zgodovina
V drugi polovici 15. stoletja sta se v Kairu zgodili dve večji preobrazbi: pristanišče Bulaq in okrožje Azbakeya v severozahodnem delu mesta. Območja mesta so bila v zadnjih 300 letih nespremenjena glede na zemljevid, ki ga je izdelala francoska odprava leta 1798. Z Barsbayjevim osvajanjem Cipra leta 1428 je Bulaq postal glavno kairsko pristanišče. Do konca 15. stoletja je bil Bulaq sposoben prevzeti vlogo glavnega komercialnega pristanišča Starega Kaira

## Ohranjanje in obnova
Prizadevanja za ohranitev egipčanskih spomenikov obstajajo že od 19. stoletja. Leta 1881 je Tawfiq paša ustanovil Comité de Conservation de Monuments de l'Art Arabe.
Leta 1979 je Unesco vpisal Stari Kairo na seznam svetovne dediščine in ga imenoval »eno najstarejših islamskih mest na svetu s svojimi znamenitimi mošeji, medresami, hamami in fontanami« ter »novo središče islamskega sveta, ki je doseglo svojo zlato dobo v 14. stoletju«.